# Malá Víska (Vrhaveč)
Malá Víska je část obce Vrhaveč v okrese Klatovy v Plzeňském kraji. Nachází se na severozápadě Vrhavče. Prochází zde silnice I/27. Je zde evidováno 102 adres. V roce 2011 zde trvale žilo 236 obyvatel.
Malá Víska leží v katastrálním území Malá Víska u Klatov o rozloze 2,61 km².

## Historie
První písemná zmínka o vesnici pochází z roku 1544.

## Obyvatelstvo
| Rok            | 1869 | 1880 | 1890 | 1900 | 1910 | 1921 | 1930 | 1950 | 1961 | 1970 | 1980 | 1991 | 2001 | 2011 | 2021 |
| -------------- | ---- | ---- | ---- | ---- | ---- | ---- | ---- | ---- | ---- | ---- | ---- | ---- | ---- | ---- | ---- |
| Počet obyvatel | 249  | 247  | 224  | 253  | 237  | 259  | 268  | 237  | 252  | 251  | 238  | 215  | 212  | 236  | 266  |
| Počet domů     | 38   | 41   | 36   | 37   | 36   | 39   | 44   | 56   | 59   | 64   | 63   | 71   | 75   | 81   | 98   |

## Obecní správa
Při sčítání lidu v letech 1850–1963 Malá Víska byla samostatnou obcí v okrese Klatovy. Od roku 1964 je částí obce Vrhaveč v okrese Klatovy.

## Další fotografie

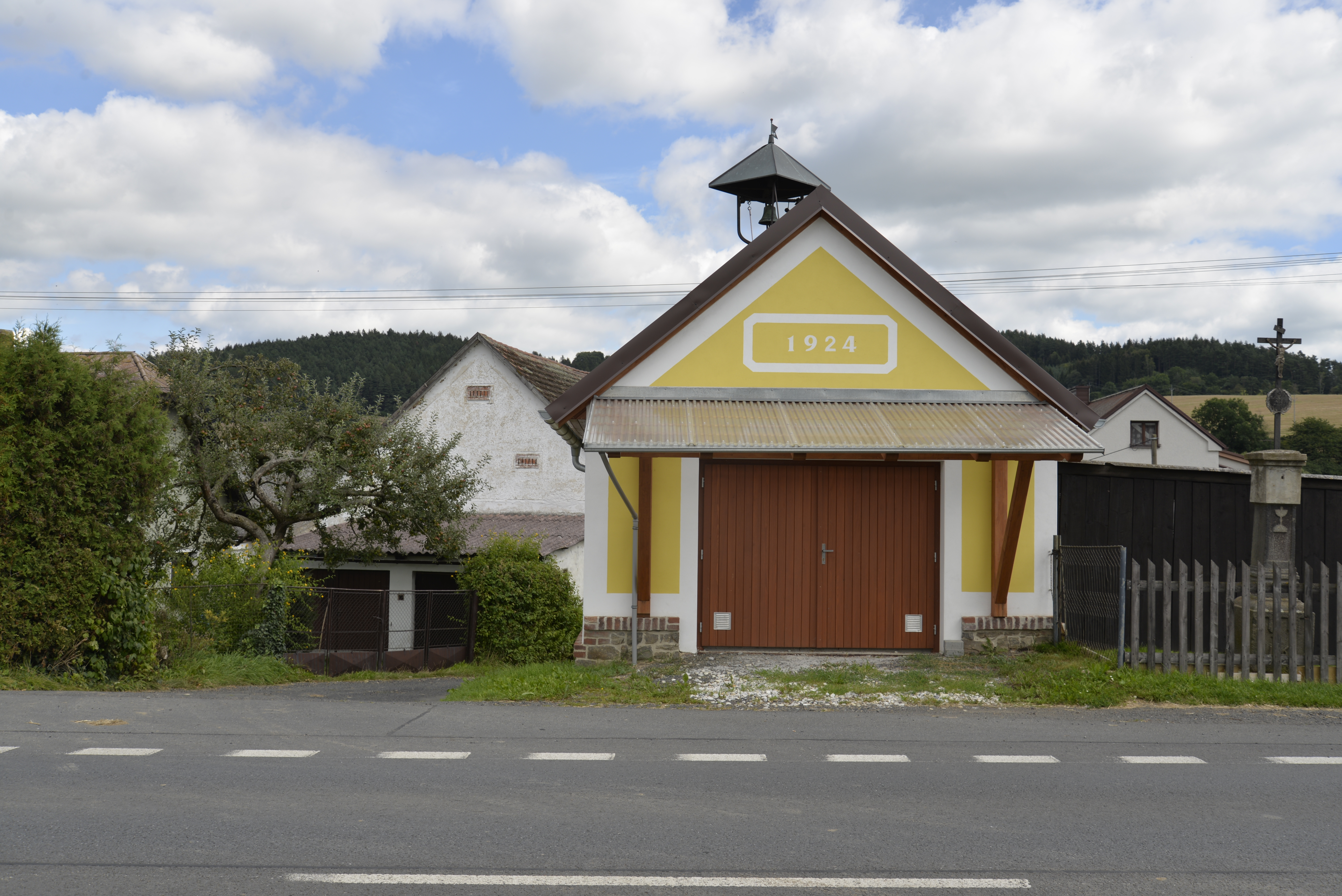
Bývalá hasičárna
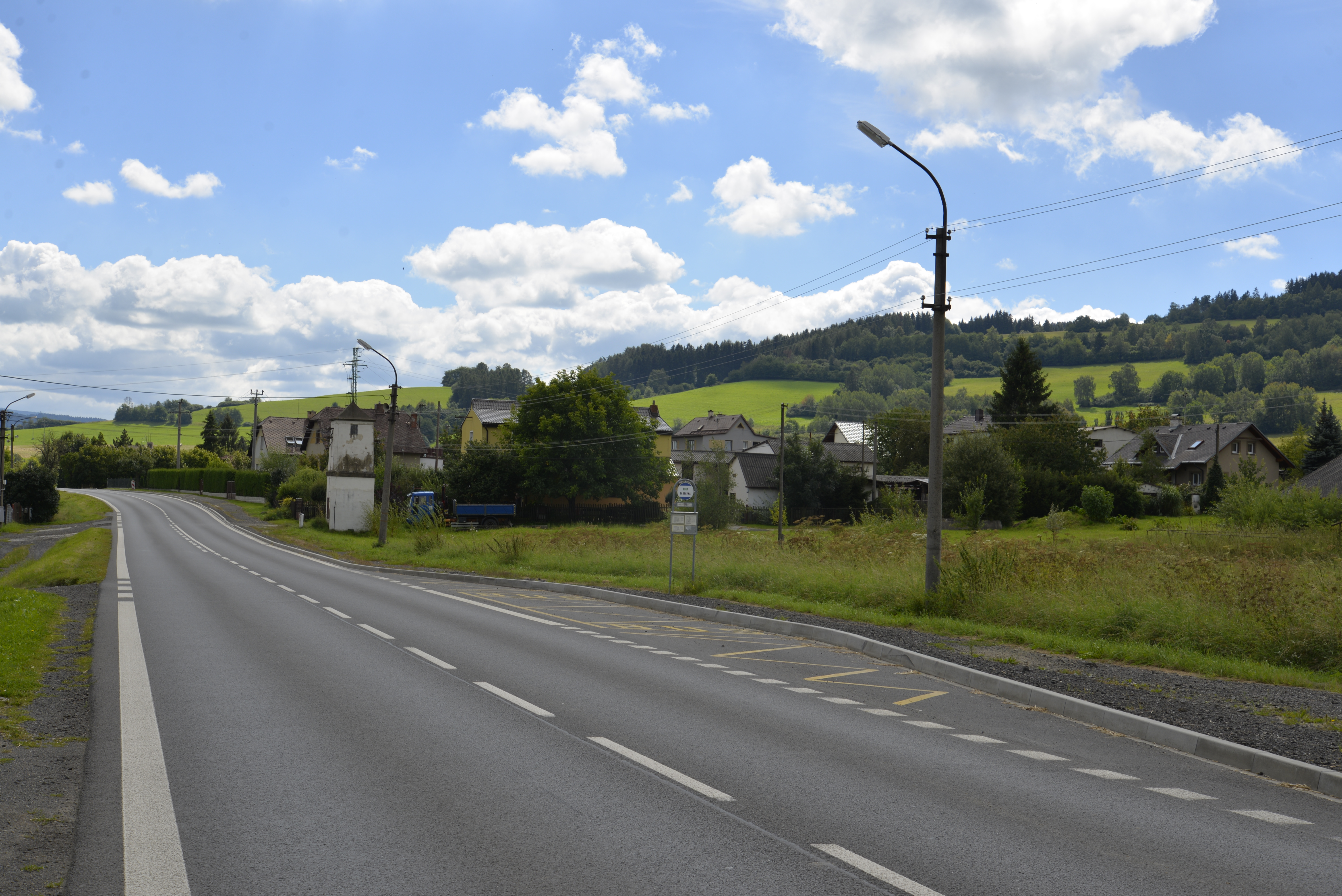
Zastávka
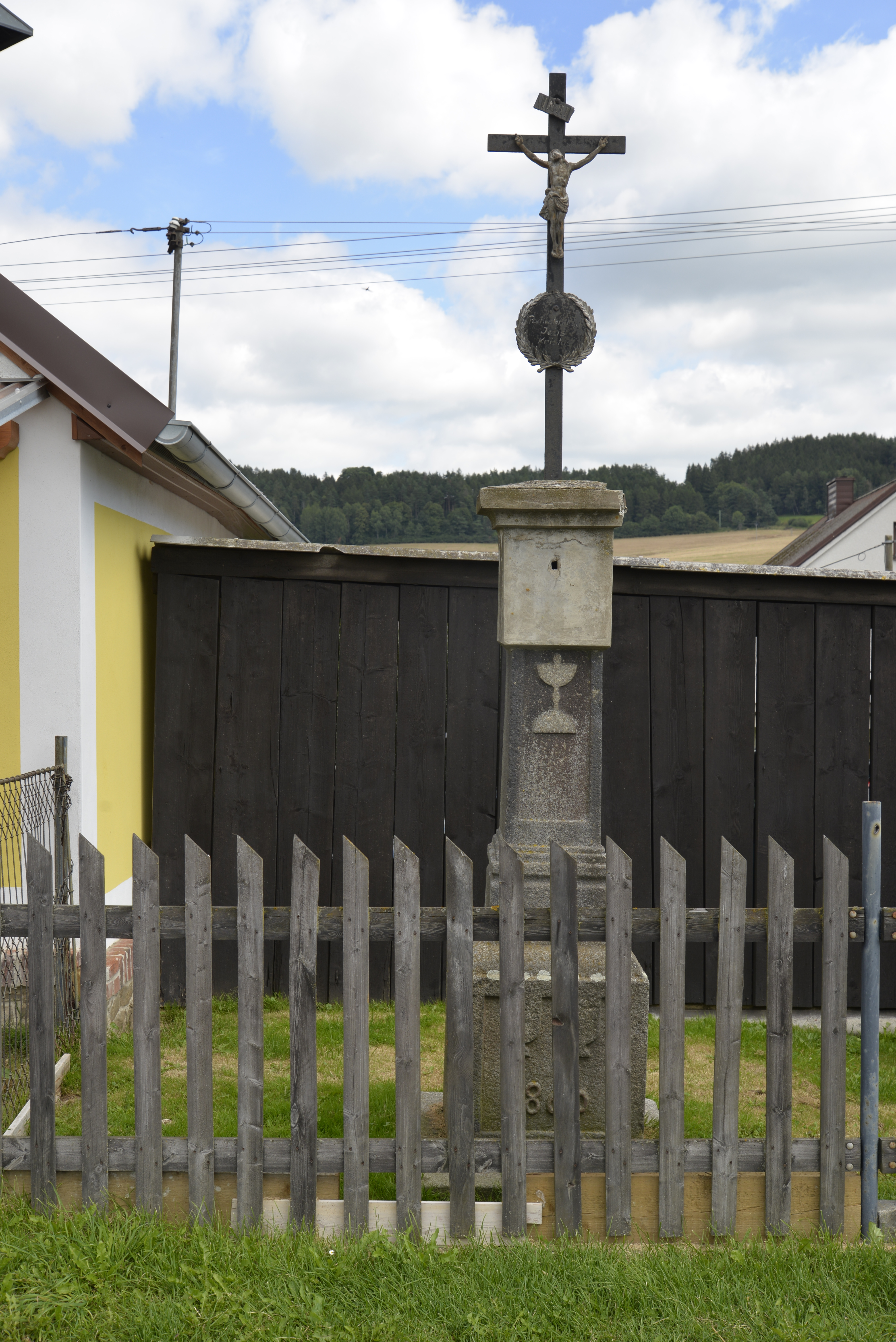
Křížek